# 金文淑
金 文淑（朝鮮語: 김문숙、キム・ムンスク、1927年1月12日 - 2021年10月29日）は、大韓民国の市民運動家、社会運動家。
1990年11月、尹貞玉らと韓国挺身隊問題対策協議会（現日本軍性奴隷制問題解決のための正義記憶連帯）結成に参加。1992年7月、『朝鮮人軍隊慰安婦 - 韓国女性からの告発』（明石書店）を出版。挺身隊問題対策釜山協議会理事長を務め、2004年、私財を投じて「日本軍慰安婦のための民族と女性の歴史館」（釜山広域市水営区水営洞）を開設し、同館長を務める。1992年から1998年まで関釜裁判を率いた。この活動が映画化され、彼女をモデルにした映画『Herstory』が2018年6月、公開された。

## 略歴
- 1927年 慶尚北道大邱生まれ
- 慶北女子高 卒業
- 梨花女子大学校 薬学科  卒業
- 1947年 慶北中等教員養成所 地理科
- 1948年 晋州女子高教師
- 1965年 アリラン観光旅行社 代表取締役
- 1976年 釜山観光協会副会長
- 1985年 釜山女性団体総連合会8代会長
- 1985年 釜山市政諮問委員
- 1986年 釜山大学校経営大学院 最高経営課程 修了
- 1986年 釜山『 女性の電話』運営委員長
- 1990年 韓国女性文学会会員
- 1990年 挺身隊対策釜山協議会会長
- 1992年 公明選挙実践市民運動釜山協議会常任顧問
- 1992年 赤十字釜山支社婦女ボランティア特別諮問委員
- 1998年 釜山女性連帯会議会長
- 1998年 性暴力被害相談所所長
- 1998年 家庭内暴力相談所所長
- 2000年 女性特別委員会セクハラ委嘱講師
- 2000年 釜山市女性社会教育講師
- 釜山日報コラムニスト
- 韓国文人協会 監事
- 韓国エッセイスト協会、釜山文人協会、梨花同窓人会理事
- <釜山エッセイ>同人
- 釜山女性経済人連合会、釜山佛教文学会会長

## 叙勲.受賞歴
- 1976年 交通部長官賞
- 1986年、1990年 釜山市長賞
- 1993年 釜山婦女奨学会功労賞
- 1994年 保健社会部長官賞
- 1995年 第10回韓国エッセイ賞
- 2000年 釜山女性賞
- 2000年 女性特別委員会 委員長表彰（女性週間有功者）
- 2006年 三星生命公益財団主催 第6回ビチュミ女性大賞
- 2007年 第11回 梨花文学賞
- 2010年 第9回柳寛順（ユ・グァンスン）賞
- 2013年 国家人権委員会大韓民国人権賞  国民褒章

## 著作 出版
- 金, 文淑『朝鮮人軍隊慰安婦 韓国女性からの告発』明石書店、東京、1992年。ISBN 4-7503-0441-7。OCLC 27754136。